# Alexander Wolf
Alexander "Ali" Wolf (Schmalkalden, 21 december 1978) is een Duitse biatleet
die tot nu toe in zijn carrière drie wereldbekeroverwinningen behaalde, allen in de sprint.
Wolf werd in 1997 wereldkampioen bij de junioren met de Duitse estafetteploeg, hij maakte zijn debuut bij de senioren
in 1998. Zijn eerste individuele wereldbekeroverwinning behaalde hij in het seizoen 2002/2003, toen hij de best was in de
sprintwedstrijd in Lahti. Ook in de seizoenen 2005/2006 en 2006/2007 behaalde hij een wereldbekeroverwinning, telkens
in de sprint.
Alexander Wolf maakte zijn debuut bij de Wereldkampioenschappen in 2000, hij werd meteen 8ste op de 20 kilometer individueel.
Toch kon hij deze prestatielijn niet doortrekken en duurde het tot 2004 vooraleer hij nog eens mocht starten op een WK, maar
met een 54ste plaats in de 20 kilometer individueel loste hij de verwachtingen opnieuw niet in.
Pas bij de wereldkampioenschappen van 2007 kon hij zich als vaste waarde in het
Duitse WK-team knokken. Hij kwam in alle individuele nummers aan de start, finishte telkens in de top-15. Hij maakte ook
deel uit van de gemengde estafette die namens Duitsland de vijfde plaats veroverde.

## Belangrijkste resultaten

### Wereldkampioenschappen junioren
| Jaar | Plaats        | Resultaten                                 |
| ---- | ------------- | ------------------------------------------ |
| 1997 | Forni Avoltri | 5de 15 km individueel · 4x7,5 km estafette |
| 1998 | Jericho       | 5de 15 km individueel 8ste 10 km sprint    |

### Wereldkampioenschappen

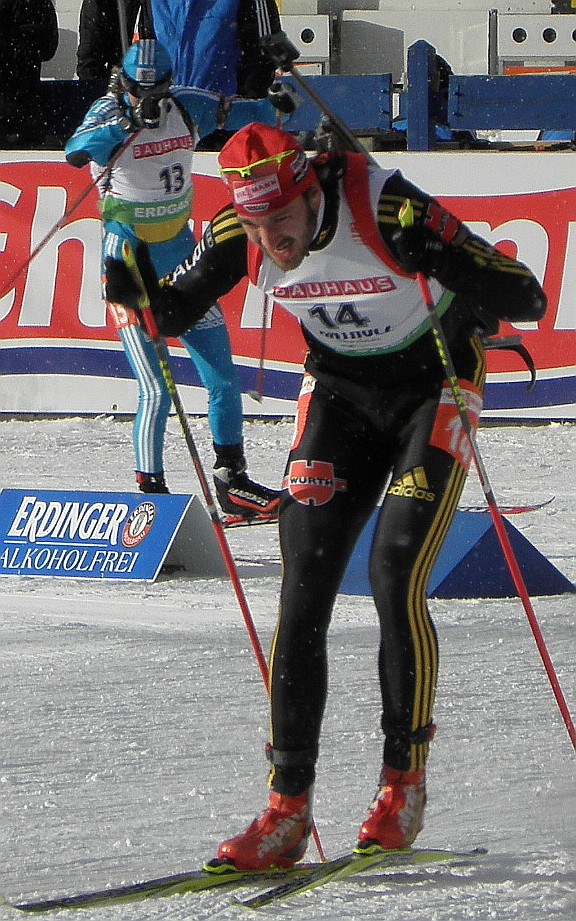
Wolf in 2010

| Jaar | Plaats                      | Resultaten |
| ---- | --------------------------- | --- |
| 2000 | Oslo                        | 8ste 20 km individueel                                                                                           |
| 2004 | Oberhof                     | 53ste 20 km individueel                                                                                          |
| 2005 | Hochfilzen Chanty-Mansiejsk | 6de 4x7,5 km estafette 17de gemengde estafette                                                                   |
| 2007 | Antholz                     | 13de 20 km individueel 15de 10 km sprint 14de 12,5 km achtervolging 14de 15 km massastart 5de gemengde estafette |
| 2008 | Östersund                   | 19de 10 km sprint · 12,5 km achtervolging · 19de 20 km individueel · 14de 15 km massastart · 4x7,5 km estafette  |
| 2009 | Pyeongchang                 | 53ste 10 km sprint 18de 12,5 km achtervolging 30ste 20 km individueel                                            |

### Olympische Winterspelen
| Jaar | Plaats         | Resultaten                                                         |
| ---- | -------------- | ------------------------------------------------------------------ |
| 2002 | Salt Lake City | 34ste 20 km individueel                                            |
| 2006 | Turijn         | 14de 10 km sprint 19de 12,5 km achtervolging 8ste 15 km massastart |

### Wereldbeker
Eindklasseringen
| Seizoen   | Algemeen | Individueel | Sprint | Achtervolging | Massastart |
| --------- | -------- | ----------- | ------ | ------------- | ---------- |
| 1998/1999 | 49e      |             |        |               |            |
| 1999/2000 | 37e      |             |        |               |            |
| 2000/2001 | 62e      |             |        |               |            |
| 2001/2002 | 29e      |             |        |               |            |
| 2002/2003 | 39e      |             |        |               |            |
| 2003/2004 | 28e      |             |        |               |            |
| 2004/2005 | 23e      |             |        |               |            |
| 2005/2006 | 12e      |             |        |               |            |
| 2006/2007 | 20e      |             |        |               |            |
| 2007/2008 | 14e      |             |        |               |            |
| 2008/2009 | 19e      |             |        |               |            |